# Crematogaster aegyptiaca
Crematogaster aegyptiaca är en myrart som beskrevs av Mayr 1862. Crematogaster aegyptiaca ingår i släktet Crematogaster och familjen myror.

## Underarter
Arten delas in i följande underarter:
- C. a. aegyptiaca
- C. a. pharaonis
- C. a. robusta
- C. a. turkanensis

## Bildgalleri

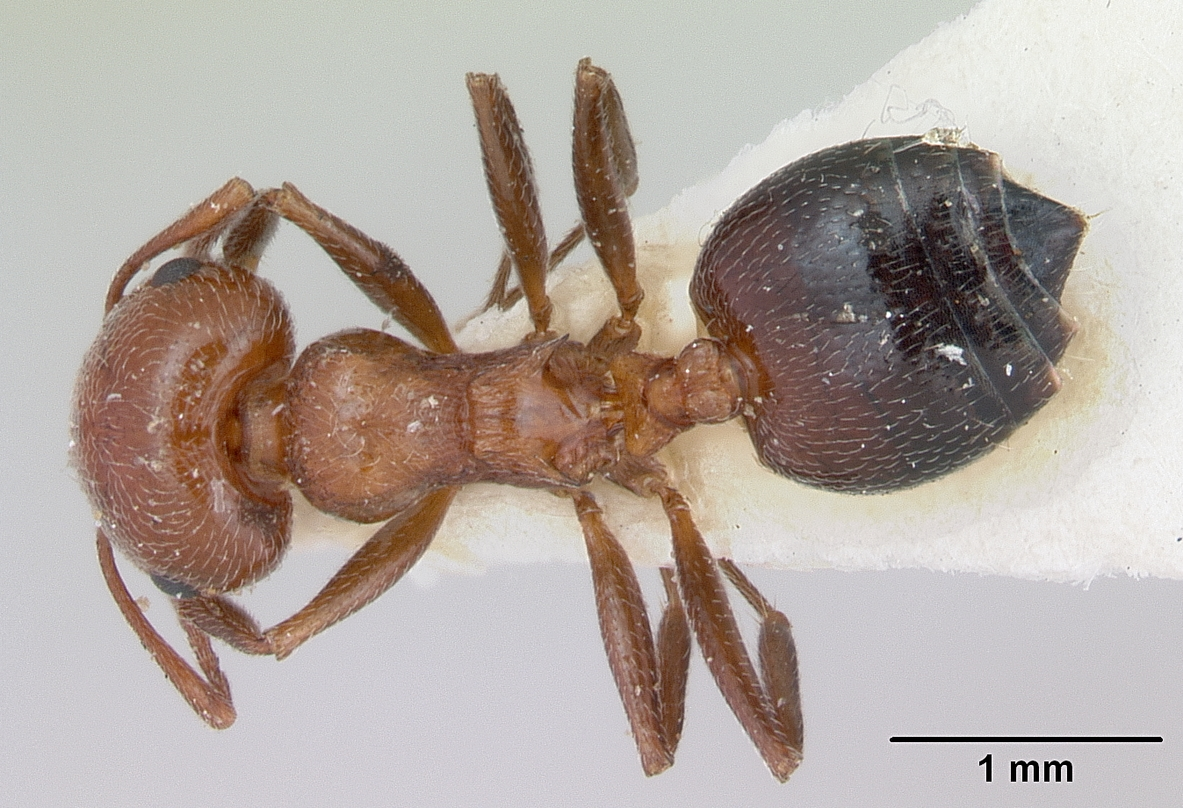
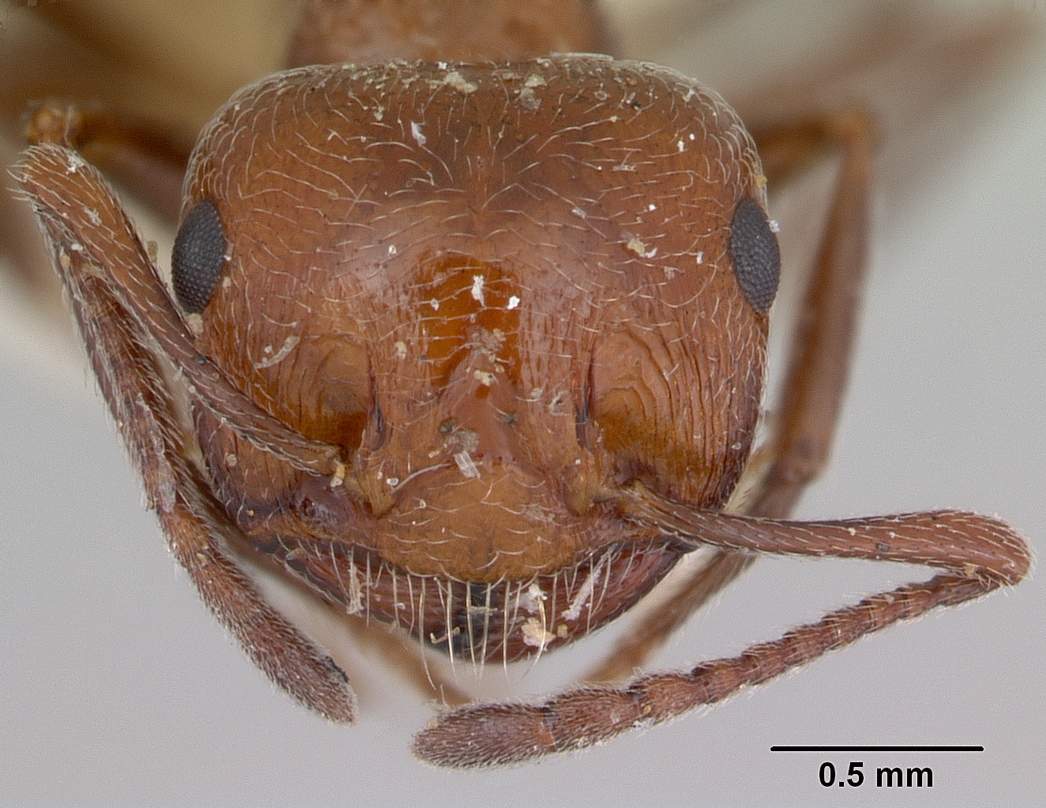
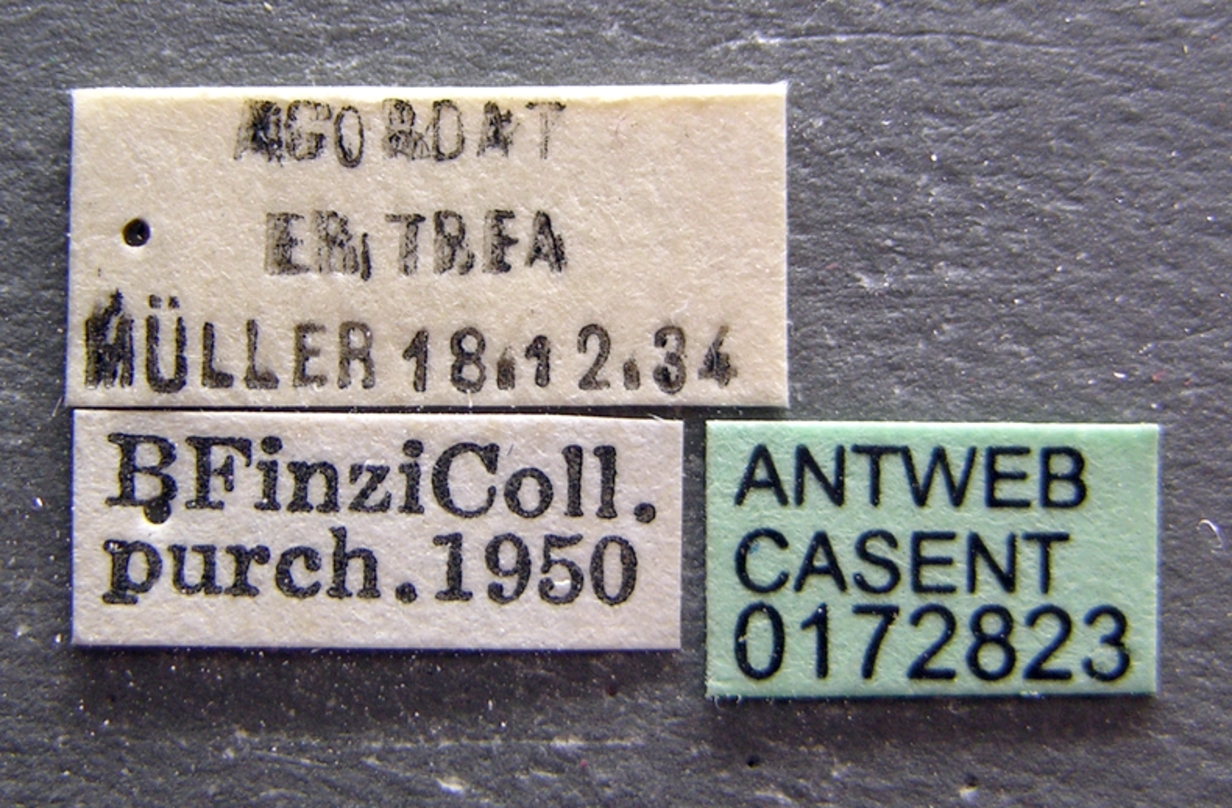